# Rue du Chevalier-de-Saint-George
Rue du Chevalier-de-Saint-George är en gata på gränsen mellan Quartier de la Place-Vendôme i första arrondissementet och Quartier de la Madeleine i åttonde arrondissementet i Paris. Gatan är uppkallad efter den franske violinisten och dirigenten Joseph Bologne (1745–1799), känd under namnet Chevalier de Saint-Georges. Rue du Chevalier-de-Saint-George börjar vid Rue Saint-Honoré 404–408 och slutar vid Rue Duphot 21.

## Bilder
| - Gatuskylt. - Chevalier de Saint-Georges. - La Madeleine. |

## Omgivningar
- Église de la Madeleine
- L'Opéra Garnier
- Place Vendôme

## Kommunikationer
- Tunnelbana – linjerna    – Madeleine
- Busshållplats Madeleine – Paris bussnät, linjerna 45 52

### Webbkällor
- ”Rue du Chevalier-de-Saint-George”. Mairie de Paris. https://web.archive.org/web/20190905051832/http://www.v2asp.paris.fr/commun/v2asp/v2/nomenclature_voies/Voieactu/1996.nom.htm. Läst 25 oktober 2022.
- ”Rue du Chevalier-de-Saint-George (1er et 8ème arrondissement)”. Les rues de Paris. https://web.archive.org/web/20200106153533/http://www.parisrues.com/rues01/paris-01-rue-du-chevalier-de-saint-george.html. Läst 25 oktober 2022.